# Arthur et Auguste Toisoul
Arthur et Auguste Toisoul sont deux frères architectes et entrepreneurs belges adeptes de l'Art nouveau et actifs à Bruxelles.

## Style
Arthur et Auguste Toisoul s'inscrivaient dans la tendance "Art nouveau floral" initiée par Victor Horta (par opposition à la tendance "Art nouveau géométrique" initiée par Paul Hankar : voir Art nouveau en Belgique).

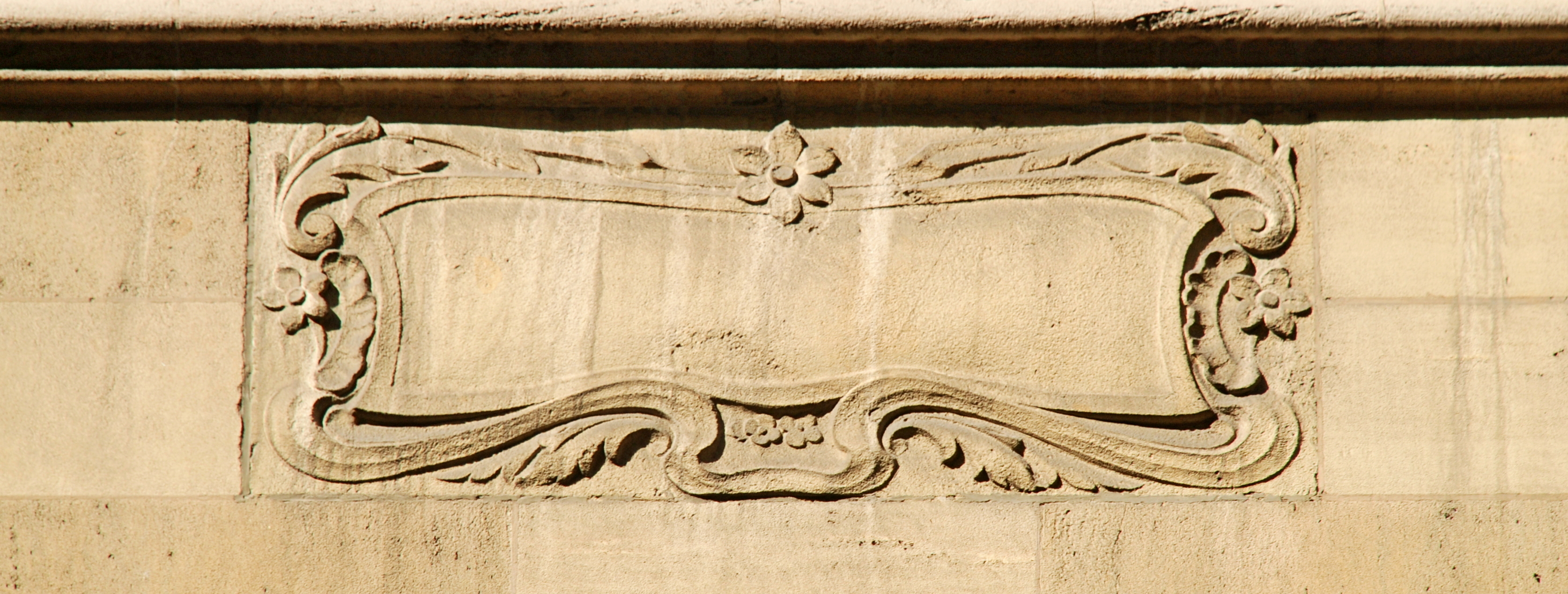
Avenue Albert 219 : cartouche.

## Immeubles de style "Art nouveau floral"
- 1903 : Rue Maurice Wilmotte, 28 (26 ?)
- 1904 : Rue de Pologne, 35
- 1904 : Rue de Pologne, 38
- Avenue Albert, 89-91
- Avenue Albert, 219 (signé « Aug. Toisoul »)

## Immeubles de style éclectique
- 1903 : Rue d'Espagne, 53-55[1]
- 1904 : Rue d'Espagne, 15-17
- 1904 : angle rue d'Espagne, 19 et rue de Pologne, 37
- 1905 : angle rue d'Espagne, 57 et rue Maurice Wilmotte, 31
- 1905 : Rue Maurice Wilmotte, 29